# Fossa das Marianas

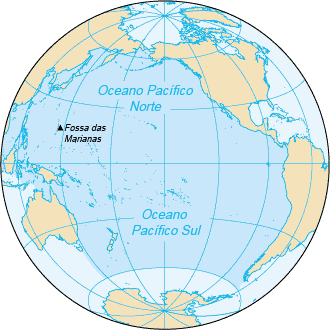
Localização da fossa das Marianas

A Fossa das Marianas é o local mais profundo dos oceanos, atingindo uma profundidade de 10 984 metros. Localiza-se no oceano Pacífico, a leste das ilhas Marianas, na fronteira convergente entre as placas tectônicas do Oceano Pacífico e das Filipinas. Geologicamente, a fossa das Marianas é resultado geomorfológico de uma zona de subducção. O ponto mais profundo da fossa foi sondado pelos navios Challenger e Challenger II, da Marinha Real. O local foi batizado, então, de Challenger Deep. O fundo da fossa das Marianas foi atingido em 1960 pelo batiscafo "Trieste", da marinha estadunidense tripulado pelo tenente Don Walsh e o cientista suíço Jacques Piccard, que passaram 20 minutos no fundo do oceano, numa expedição que durou ao todo 9 horas.

## Geologia
A placa do Pacífico é subduzida sob a Placa Mariana, criando a Fossa das Marianas e (mais adiante) o arco das ilhas Mariana, à medida que a água está presa na placa é lançada e explode para cima para formar vulcões da ilha. A Fossa das Marianas faz parte do sistema Izu-Bonin-Mariana que forma o limite de fronteira convergente entre duas chapas tectônicas. Neste sistema, a borda ocidental de um prato, a Placa do Pacífico, é subduzida (isto é, impulso) abaixo da menor Placas das Marianas que fica a oeste. O material crostal na borda ocidental da placa do Pacífico é uma das crostas oceânicas mais antigas da Terra (até 170 milhões de anos) e, portanto, é mais frio e mais denso; Daí a sua grande diferença de altura em relação à Placa Mariana de alto escalão (e mais jovem). A área mais profunda do limite da placa é a Fossa Mariana propriamente dita.
O movimento das placas do Pacífico e Mariana também é indiretamente responsável pela formação das Ilhas Marianas. Estas ilhas vulcânicas são causadas pelo fluxo fundido do manto superior devido à libertação de água que está presa em minerais da porção subduzida da Placa do Pacífico.

## Exploração

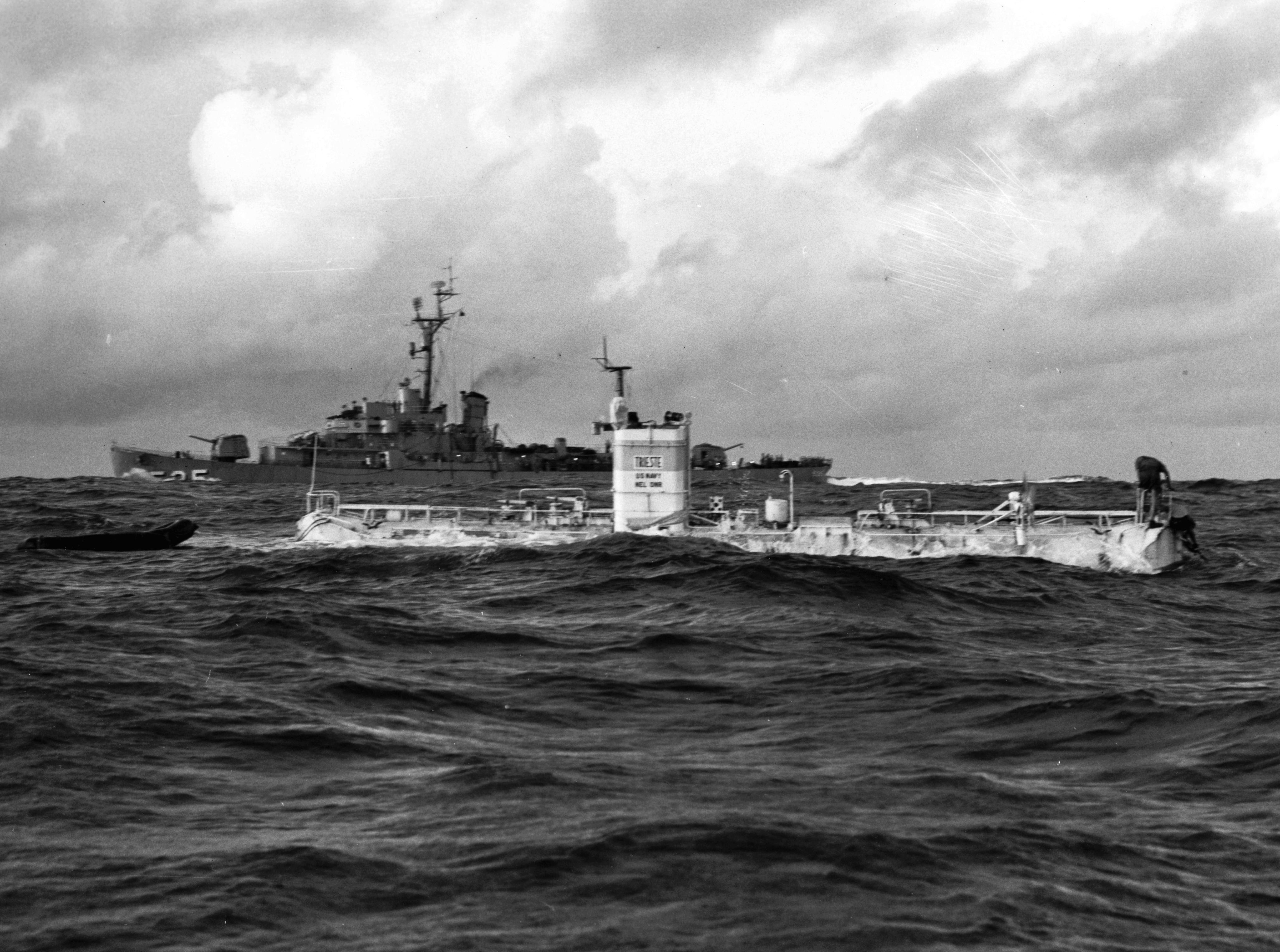
O Batiscafo Trieste da Marinha dos EUA, pouco antes de seu mergulho recorde no fundo da Fossa das Marianas, 23 de janeiro de 1960. A escolta do contratorpedeiro USS Lewis (DE-535) está passando ao fundo

O ser humano chegou à Fossa das Marianas pela primeira vez em 23 de janeiro de 1960, quando o batiscafo Trieste atingiu a Depressão Challenger, a 10 916 metros de profundidade, levando os mergulhadores Don Walsh e Jacques Piccard.
Em 1995, o mesmo ponto foi atingido pelo submarino-robô japonês Kaikō, que em 2003 foi perdido durante uma tempestade. Na única ocasião em que seres humanos estiveram no ponto mais profundo do globo, não havia como tirar fotografias, uma vez que as janelas do batiscafo foram diminuídas a tamanhos de moedas, para melhor resistir à pressão. Por esse motivo, não existem registos visuais do evento.
Segundo o escritor norte-americano Bill Bryson, em seu livro Breve História de Quase Tudo, a aventura nunca mais foi repetida em parte porque a Marinha dos Estados Unidos se negou a financiar novas missões e em parte porque "a nação estava prestes a se voltar para as viagens espaciais e a missão de enviar um homem à Lua, que fizeram com que as investigações do mar profundo parecessem sem importância e um tanto antiquadas. Mas o fator decisivo foi a escassez de resultados do mergulho do Trieste".
Em 1985 o oceanógrafo Robert Ballard, que tornou-se famoso pela descoberta do Titanic, utilizou um ROV (Remotely operated underwater vehicle) e seu minisubmarino Alvin para fazer mais uma descoberta histórica em conjunto com o pesquisador Dedley Foster, comprovando que, ao contrário do que se supunha, abaixo da camada batipelágico situada entre mil e 4 mil metros, volta a existir vida. Antes da descoberta, as pesquisas eram realizadas de maneira empírica, com redes de alta profundidade. Até então era tido como certo que abaixo do batipelágico não existia mais nada no oceano. Pelas imagens de Ballard e Foster, comprovou-se que graças aos componentes químicos e ao calor exalado pelos vulcões por delicadas "chaminés" encontrados nas Fossas Marianas (a mais de 10 000 metros de profundidade) há vida exuberante nas profundezas. Pela análise das amostras coletadas pelo robô submarino comprovou-se a existência de vida marinha milhões de anos antes da vida na superfície terrestre. Na fossa das Marianas há um incalculável número de espécimes vivos altamente desenvolvidos e adaptados à colossal pressão encontrada nessas profundidades. As filmagens do ROV de Ballard e Foster mudaram para sempre parte da história da evolução da vida no planeta e abriram um campo imenso para novas pesquisas.
Em 25 de março de 2012, o cineasta James Cameron desceu sozinho até ao fundo da fossa das Marianas num batiscafo, no âmbito da expedição Deep Sea Challenge. Foram sete anos de trabalho para o cineasta empreender, em apenas três horas, uma descida aos 10 998 metros de profundidade. A fossa das Marianas, que recebera a presença humana pela primeira vez em 1960, foi filmada com câmeras de alta resolução em 3D. Cameron esperava ainda, ao longo de seis horas no fundo, recolher amostras do sítio, menos conhecido pela ciência do que a superfície do planeta Marte.
Em 8 de maio de 2020, o Vitiaz, um veículo submarino não tripulado e autónomo russo à Fossa das Marianas. Os sensores de Vitiaz registaram uma profundidade de 10 028 metros. Ao contrário dos dispositivos Kaiko (Japão) e Nereus (Estados Unidos), o dispositivo Vitiaz funciona de forma totalmente autónoma. Graças ao uso de elementos de inteligência artificial no sistema de controlo do veículo, esse pode contornar a obstáculos de forma independente e encontrar uma saída de um espaço limitado e resolver outros problemas. O Vitiaz fez o mapeamento, captou fotografias e gravou vídeos, tendo também aproveitado a missão para estudar o ambiente marinho.

### Resíduos nucleares
Tal como outras fossas oceânicas, a fossa das Marianas foi proposta para local de armazenamento de resíduos nucleares na esperança de que a subducção de placas tectónicas que se verifica no local possa eventualmente fazer entrar o lixo nuclear no manto da Terra. Porém, o depósito de lixo nuclear no oceano é proibido pelo direito internacional.